# Пригоди Кліффа Бута
«Пригоди Кліффа Бута» (англ. The Adventures of Cliff Booth) — американський кінофільм у жанрі чорної комедії, зрежисований Девідом Фінчером і написаний Квентіном Тарантіно, сиквел до фільму Тарантіно «Одного разу в Голлівуді».
Ролі виконає суттєвий акторський ансамбль, на чолі якого — Бред Пітт і Елізабет Дебікі. Знімальний період почався в липні 2025 року. Один із наймасштабніших фільмів у кар'єрі Девіда Фінчера — фільмування триватимуть майже пів року, кількість акторів перевищуватиме 120, а бюджет сягатиме 200 мільйонів доларів.

## Сюжет
Події фільму розгорнуться через 8 років після закінчення «Одного разу в Голлівуді», у 1977 році. Кліфф Бут буде продемонстрований глядачам фіксером для голлівудської еліти — ймовірно, з кривавішими та похмурішими наслідками, ніж у першому фільмі…

## У ролях
- Бред Пітт — Кліфф Бут
- Елізабет Дебікі
- Скотт Каан
- Карла Гуджіно
- Яг'я Абдул-Матін II
- Джейбі Тадена[en]
- Голт Маккелені
- Карен Карагулян
- Тімоті Оліфант — Джеймс Стейсі[en]

## Створення
Про початок роботи над фільмом було оголошено у квітні 2025 року. Пізніше того ж місяця видання Deadline Hollywood повідомило, що фільм називатиметься «The Continuing Adventures of Cliff Booth» і розповідатиме про роботу Бута фіксером на різних голлівудських студіях. За словами Бреда Пітта, стрічка є «радше епізодом з життя Кліффа Бута, не сиквелом». Квентін Тарантіно не виявив бажання повертатись до режисури, тому передав цю справу своєму другові Девіду Фінчеру. Бюджет сягатиме 200 мільйонів доларів, 20 з яких отримає Тарантіно за свій сценарій до фільму.
У травні 2025 року Елізабет Дебікі почала переговори щодо участі у проєкті. Пізніше того ж місяця було підтверджено, що Дебікі приєднається до касту; крім того до акторського складу долучився Скотт Каан. Яг'я Абдул-Матін II, Карла Гуджіно та Голт Маккелені поповнили акторський склад у червні. На той час назву було скорочено до «The Adventures of Cliff Booth».
Основні зйомки розпочалися 28 липня 2025 року в Каліфорнії. Очікується, що вони завершаться до середини січня 2026 року.